# گل‌تپه (قوری‌چای شرقی)
گل‌تپه یکی از روستاهای استان آذربایجان شرقی است که در دهستان قوری‌چای شرقی بخش مرکزی شهرستان چاراویماق واقع شده‌است.